# Gliese 48
Gliese 48 (GJ 48 / HIP 4856 / LHS 131 / Ross 318) és un estel a la constel·lació de Cassiopea. Visualment es localitza entre 31 Cassiopeiae i 23 Cassiopeiae, gairebé equidistant entre ambdós. De magnitud aparent +9,96, no és observable a ull nu.
Gliese 48 és una nana roja de tipus espectral M3.0V. Molt més tènue que el Sol, té una lluminositat equivalent al 2,9% de la lluminositat solar, però així i tot és molt més lluminosa que altres conegudes nanes vermelles com a Pròxima Centauri o Wolf 359. Amb una temperatura efectiva de 3.300 K, és un estel similar a Gliese 832 o Gliese 588. La seva massa correspon al 48% de la massa solar i té un radi equivalent al 51% del radi solar. Gira sobre si mateixa amb una velocitat de rotació projectada igual o inferior a 2,4 km/s. Exhibeix un contingut metàl·lic semblant al del Sol, sent el seu índex de metal·licitat [Fe/H] = +0,04. Segons SIMBAD es tracta d'una estrella variable eruptiva.
Gliese 48 està situada a 28,2 anys llum del sistema solar. Els estels coneguts més propers a Gliese 48 són Gliese 49 i Gliese 51, a 4,71 i 4,96 anys llum respectivament, mentre que la brillant μ Cassiopeiae dista 6,4 anys llum d'ella.